# Limnonectes gyldenstolpei
Limnonectes gyldenstolpei é uma espécie de anfíbio da família Ranidae.
Pode ser encontrada nos seguintes países: Camboja, Laos, Tailândia e possivelmente em Myanmar.
Os seus habitats naturais são: florestas subtropicais ou tropicais húmidas de baixa altitude, regiões subtropicais ou tropicais húmidas de alta altitude, rios e rios intermitentes.
Está ameaçada por perda de habitat.